# I Rokketti
I Rokketti sono stati un noto gruppo Rock - Rhythm and blues italiano degli anni sessanta; il nome deriva dal cognome di due componenti, i fratelli Mario e Santino Rocchetti.

## Storia del gruppo
Il complesso nasce nel 1958 a Civitavecchia, per iniziativa di due fratelli di Montalto di Castro (VT), Mario e Santino Rocchetti.

### Gli inizi
Dopo alcune esibizioni nei paesi della Maremma tosco-laziale,  all'inizio del 1959, firma un contratto per il "Florida" di Roma, dove viene chiamato semplicemente "I Rocchetti".
Durante la permanenza al Florida, il gruppo riceve un ingaggio per una serie di esibizioni nel Nord Europa; qui, esclusivamente per motivi di fonetica, la denominazione del gruppo viene cambiata in “Rokketti”.
Grazie alle indubbie qualità musicali, il tour che li vede protagonisti soprattutto in Svezia e Germania, si prolunga per oltre sei anni. Nel 1965 viene sostituito il batterista: a Giorgio Grandi subentra Tassilo Burckard, un giovanissimo tedesco di 17 anni.

### L'incontro con i Beatles
Nel 1962 ad Amburgo destano l'interesse di un gruppo inglese che si esibisce allo "Star Club", che va ad ascoltarli, quando loro suonano al "Blau Peter".
I due locali si trovano nel rione di St. Pauli, in una traversa della Reeperbahn, uno di fronte all'altro. Il primo è il più importante locale rock di Amburgo, il secondo è quello più frequentato dalla gente della notte in quanto aperto dalle 4,00 fino alle 10,00 del mattino. Qualche mese dopo i ragazzi di quel gruppo sarebbero diventati i Beatles.

### Il Piper Club
Durante una breve vacanza in Italia, il 5 agosto 1965, mentre i Rokketti si esibiscono per gli amici, alla Marina di Montalto di Castro (Vt), vengono notati da Piero Focaccia (in servizio militare nella zona), il quale informa il suo impresario, Sandro Gagliardini, che si adopera per fare avere al gruppo un'audizione al Piper Club di Roma che viene fissata per il pomeriggio del 6 agosto.
I proprietari del Piper, Giancarlo Bornigia e Alberigo Crocetta, restano favorevolmente colpiti dal sound dei ragazzi di Civitavecchia e fanno loro sottoscrivere un contratto per tutto il mese di settembre ed anche per gennaio dell'anno successivo.

### In sala di incisione
Durante una di queste esibizioni nel locale romano vengono contattati da Carmine De Benedictis, il proprietario della CDB, che li fa debuttare con i primi due 45 giri, di cui il secondo, Goodbye my love, entra in hit parade malgrado la censura della RAI che non lo trasmette perché "troppo strillato".
Nel 1966 partecipano ad una compilation, realizzata dalla ARC (distribuita dalla RCA Italiana), Una serata al Piper: In quest'ultima, realizzata dal vivo negli studi della RCA (anche se in copertina c'è scritto che il disco era stato registrato nel noto locale romano), presentano due canzoni inedite nella loro discografia, e cioè Wooly Bully di Sam the Sham & the Pharaohs e Candy Man.

### Cantagiro 1967
Dopo una parentesi sempre nel 1966 alla CBS (per la quale incidono, controvoglia, una cover della celebre La poupée qui fait non di Michel Polnareff, incisa anche da I Quelli con maggior successo), ritornano l'anno successivo alla casa che li ha lanciati e partecipano al Cantagiro 1967 con un brano composto da loro e che meglio li rappresenta, Black time: un rhythm 'n' blues contro il razzismo che De Benedictis tenta anche di lanciare, cantato in inglese, all'estero.
Il disco (che fa parte di una serie di emissioni dell'etichetta dedicate al lancio oltre confine di alcuni suoi artisti come i Delfini e i Jaguars) contiene sul lato B una canzone, Mr. Gold, non reperibile in altri supporti e che era già nota in quanto era contenuta nella colonna sonora del film del 1966 L'uomo dal pugno d'oro del regista spagnolo Jaime Jesús Balcázar, con Erika Blanc e Germán Cobos.
All'edizione del Cantagiro 1967 non poté partecipare il fondatore del gruppo, Mario Rocchetti, perché chiamato al servizio militare. Non rientrerà più nella formazione e sarà sostituito, al pianoforte, da Gianni Flores. Per la stessa manifestazione verranno chiamati come rinforzo Gianfranco Cecere alla chitarra e Renzo Massarelli al sax baritono, tutti elementi di Civitavecchia.

### I Rokketti si dividono
Dopo il successo ottenuto al Cantagiro con Black Time, nel 1968 i Rokketti incidono ancora un brano in puro stile Rhythm and blues Ti rivedrò tra gli angeli (con il lato B Non ti fermare mai), una struggente canzone che mette in evidenza, oltre alla passione della Band per questo genere, le qualità vocali di Santino Rocchetti.
Questa sarà l'ultima incisione de I Rokketti che di lì a poco si divideranno.
Santino Rocchetti e Tassilo Burckard entrano nel gruppo che accompagna Nino Ferrer, partecipando all'incisione dell'album dal vivo Rats and roll's, dopodiché Santino si dedicherà ad una carriera da solista di successo, riformando negli anni '90 con altri musicisti un gruppo con lo stesso nome.
Degli altri fratelli, solo Alberto rimarrà nel mondo della musica, formando con Gianni Bonavera il gruppo di rock progressivo La Seconda Genesi ed entrando poi, negli anni '80, negli Champagne Molotov, gruppo legato ad Enrico Ruggeri, e quindi nel gruppo che accompagna Vasco Rossi dove milita tuttora.
Nel 1996 la On sale Music ha pubblicato un cd contenente tutte le canzoni del gruppo.
Nel 2013, il cantante - bassista del gruppo, Mario Paparozzi, scrive il libro "I Rokketti - da Piazza Padella alla Reeperbahn".
Iniziata nel 1958, la storia de I Rokketti abbraccia tutto il decennio successivo, ricordato come i “favolosi anni Sessanta”. Protagonisti sono i ragazzi di piazza Padella, a Montalto di Castro, dove abitava la famiglia Rocchetti e dove provavano le canzoni. Senza mezzi economici, ma con tanto coraggio, quei ragazzi presero il treno e partirono... prima in Svezia, poi per 6 anni in Germania.
Qui diventano I Rokketti e per lunghi mesi, ad Amburgo, suonano gomito a gomito con i The Beatles, sulla Reeperbahn, la famosa strada a luci rosse che segnerà la storia della musica. Alla fine del 1965 rientrano in Italia e spopolano al Piper Club, dove mostrano qualità tecnico-musicali fino a quel momento sconosciute, lanciando il rhythm & blues in Italia. Tra i dischi incisi, di rilievo: Goodbye my love, Black Time e Ti rivedrò tra gli angeli. Il 6 gennaio 1969 la storia dei ragazzi di piazza Padella si conclude, sebbene la loro età media non arrivi a 24 anni.

## Formazione storica
- Mario Rocchetti (1958 - 1967): voce, pianoforte
- Santino Rocchetti (1958 - 1969): voce solista, chitarra solista (ancora in attività)
- Gianni Bonavera (1959 - 1969): voce, sax, chitarra d'accompagnamento
- Mario Paparozzi (1960 - 1969): voce solista, basso
- Giorgio Grandi (1962 - 1965): voce, batteria
- Tassilo Burckard (1965 - 1969): voce, batteria

## Altri componenti del Gruppo
- Enzo Galli (1958 - 1962): batteria
- Bruno Corbelli (1958 - 1959): sax tenore
- Giuseppe Moscaroli (1958 - 1962): pianoforte
- Adalberto Venturini (1959 - 1960): voce, basso
- Gianni Flores (1967 - 1969): pianoforte, organo
- Renzo Massarelli (1967 - 1968): sax baritono
- Gianfranco Cecere (Cantagiro 1967): chitarra

## Discografia

### Album in studio
- 1997 - I Rokketti

### Singoli
- 1965 - Zorba's dance/Il settebello
- 1965 - Goodbye My Love/Chi vince in me
- 1966 - Una bambolina che fa no, no, no/Ha ha
- 1967 - Black Time/L'amaro in bocca
- 1967 - Black Time/Mr. Gold
- 1967 - Ti rivedrò tra gli angeli/Non ti fermare mai
- 1968 - Due ali nel cuore/Sei tu

### Compilation
- 1966 - Una serata al Piper
- 1966 - Per voi giovani
- 1966 - I Super Super